# Синергия (богословие)
Синерги́я, синерги́зм (греч. συνεργός, лат. cooperatio «сотрудничество, согласованное действие») — концепция в христианском богословии, согласно которой спасение достигается при помощи сотрудничества между божественной благодатью и свободой человека. Противоположной концепцией является монергизм, распространённый в раннем протестантизме и восходящий к учению Аврелия Августина. Августин отрицал возможность всякого содействия, в противоположность учению пелагианства и полупелагианства, согласно которому вера есть акт человеческой воли:

В пылу полемики с учением Пелагия Августин сформулировал доктрину о суверенности благодати в том ригористичном виде, который известен как учение о предопределении святых и предосуждении грешников; именно в этом пункте мнение Августина содержит наибольшее число спорных положений и должно корректироваться суждениями других отцов Церкви, выработавших доктрину о синергии (прежде всего св. Иоанна Кассиана).— Августин Аврелий // Православная энциклопедия. — М., 2000. — Т. I : А — Алексий Студит. — С. 93-109. — 40 000 экз. — ISBN 5-89572-006-4.

## В православии
Синергизм — это совместное действие (взаимодействие) Бога и человека  в деле спасения человека. Человеку невозможно спастись без Бога, и Богу невозможно спасти человека без воли самого человека.
Термин «синергизм» вошёл в богословие XVI веке в дискуссиях между католиками и протестантами по вопросу спасения, а затем пришёл в православие . Подобная дискуссия велась ранее в неразделённой церкви, в IV-V веках, между Августином и Пелагием, причём их спор был решён[уточнить] Иоанном Кассианом в духе синергизма.

## В протестантизме
Взглядов Августина придерживался и Лютер, но Меланхтон и его последователи признавали волю искони присущею человеку способностью содействовать божественной благодати; это учение перешло и в лейпцигский интерим (см.), его же придерживался В. Штригель; лишь после того, как Иоганн Пфеффингер в Лейпциге в своем сочинении «De libero arbitrio» (1555) также примкнул к этому учению, Амсдорф и Флациус в Йене возбудили в 1558 г. так назыв. «синергистический спор». Жители Виттенберга приняли сторону Пфеффингера, но герцогский двор официально отверг учение синергизма (в так назыв. «Konfutationsbuch», 1559); защитники его, Штригель и Гюгель, были посажены в тюрьму (в 1559 г.). В 1560 г. на диспуте в Веймаре Флациус объявил, что первородный грех есть сущность человека. Спор закончился составлением формулы конкордии. В XIX веке Лютеранство вновь приблизилось к синергизму, с той оговоркой, что содействие человека при исправлении происходит не с помощью его естественных сил, а с помощью сил, дарованных ему благодатью.